# Котляково (Москва)
Котляко́во — бывшая деревня, вошедшая в состав Москвы при её расширении в 1960 году. Находилась на речке Чертановке, в районе современных Котляковской улицы, Пролетарского проспекта и Котляковских проездов.

## Происхождение название
Предполагается, что название происходит от личного имени Котляк или фамилии Котляков. Происхождение самого имени остаётся неясным, однако оно было достаточно распространено.

## История

### Первое упоминание
На этих землях в XII—XIII веках по всей видимости проживало славянское племя вятичей, на что указывают существовавшие здесь две группы курганов. В 1890 году они раскапывались археологом Львом Константиновичем Ивановским, обнаружившим там типичный для захоронений вятичей набор предметов. Два черепа из этих курганов были переданы в Антропологический музей.
Впервые упоминается в писцовых книгах 1627—1629 годов и принадлежала Новоспасскому монастырю.
деревня Котлякова на речке на Чертановке… пашни паханые середние земли осмина да наездом пахано десять четей да перелогом и лесом поросло дватцать четыре чети с осминою в поле а в дву потому ж, сена тритцать копен, лесу пашенного пять десятин да лесу ж поверстного вдол на версту, а поперег на полверсты.
Тогда в деревне имелись 5 крестьянских дворов с 5 жителями мужского пола и 4 бобыльских двора. В 1646 году здесь уже значилось 10 дворов с 27 мужчинами и 2 пустых двора беглых крестьян, в 1715—1716 годах — 15 крестьянских дворов с 73 жителями и 5 бобыльских дворов с 17 жителями.

### Котляково в XVII—XVIII веках
В 1764 году в результате секуляризации владения Новоспасского монастыря перешли в ведение Коллегии Экономии. В 1773 году в деревне было 48 дворов, 335 жителей, крестьяне находились на оброке.
В 1775 году часть земель села Покровского и деревни Котляково в количестве около 80 десятин, примыкавшая к Черногрязскому (Верхнецарицынскому пруду), была отмежевана к владениям села Царицына при создании там дворцового комплекса. Впоследствии в виде компенсации за это на левом берегу реки Москвы (в районе Тюфелевой рощи) из бывших земель Симонова монастыря им был выделен заливной луг в 20 десятин.
При императоре Павле I деревня Котляково вместе с селом Покровским была отдана в командорственное владение графине Анне Родионовне Чернышёвой.
Впоследствии, деревня снова перешла в ведение казны, а когда в 1837 году было организовано Министерство государственных имуществ, числилась за ним. В 1859 году в Котляково был 31 двор и проживали 334 крестьянина.
После реформы 1861 года деревня вошла в состав Зюзинской волости. Основным занятием крестьян было садоводство, приносившие им немалые доходы (так, в 1870-е годы среднегодовой доход с душевого сада составлял 60 рублей). Поэтому селение считалось одним из самых зажиточных в Московском уезде: здесь не было разорившихся и малоимущих, земли не пустовали, все жилые и хозяйственные постройки были в хорошем состоянии, почва удобрена, чему способствовала близость Москвы, откуда возили различные удобрения. В 1876 году Во владении крестьян было 592,6 десятин земли на 64 домохозяйства. Из дополнительных промыслов в 1880-е годы здесь отмечались перематывание хлопчатобумажной нити на катушки, изготовление гильз для папирос, в конце XIX века — занятие различным извозом.
В 1899 году в Котляково проживали 86 семей, 410 человек, были 3 торговых заведения. Наличие у деревни заливных земель по Москве-реке и Чертановке позволяли крестьянам пережить относительный упадок садоводства в этом районе путём распашки их и устройства огородов, где выращивали на продажу капусту и огурцы. Сажали тут и картофель, а также сеяли рожь.
В 1927 году в деревне было 122 хозяйства, население составляло 576 человек, в их пользовании находилось 290 га земли. Уже в 1925 году здесь возникли первые кооперативные объединения садово-огородных крестьянских хозяйств. В дальнейшем в деревне прошла коллективизация. В 1940-е годы здесь существовал колхоз «Новая жизнь».

### В составе Москвы
В 1960 году деревня вошла в состав Москвы при её расширении. В течение нескольких лет жители были переселены в пятиэтажные дома, массово возводимые на прилегающих территориях. Деревня была снесена, а на её месте создана промзона, охватившая также и территорию соседних поселений, и существующая по сей день. Близлежащие территории были отнесены к Москворецкому району Москвы. После 1969 года они отошли к Советскому району.
После административной реформы 1991 года территория, где ранее располагалась деревня, вошла в состав муниципального округа Москворечье-Сабурово, в 1995 году преобразованного в район Москворечье-Сабурово.
Память о деревне сохранена в названиях Котляковской улицы, 1-го и 2-го Котляковских переулков и Котляковского кладбища.